# Nicrophorus japonicus
Nicrophorus japonicus är en skalbaggsart som beskrevs av Edgar von Harold 1877. Nicrophorus japonicus ingår i släktet Nicrophorus och familjen asbaggar. Inga underarter finns listade i Catalogue of Life.